# Monte Incudine
Il Monte Incudine (in corso l'Alcùdina) è una montagna della Corsica alta 2134 metri. Si trova sul percorso dell'itinerario di trekking GR 20 ed è riconoscibile anche da lontano per la sua mole imponente.